# Umberto Colombo
Umberto Colombo (Como, 21 de mayo de 1933-26 de octubre de 2021) fue un futbolista italiano. Se desempeñaba en la posición de centrocampista.

## Selección nacional
Fue internacional con la selección de fútbol de Italia en 3 ocasiones. Debutó el 29 de noviembre de 1959, en un encuentro válido por la Copa Dr. Gerö ante la selección de Hungría que finalizó con marcador de 1-1.

## Clubes
| Club           | País   | Año         |
| -------------- | ------ | ----------- |
| Juventus F. C. | Italia | 1951 - 1952 |
| Monza Brianza  | Italia | 1952 - 1954 |
| Juventus F. C. | Italia | 1954 - 1960 |
| Atalanta B. C. | Italia | 1960 - 1966 |
| Hellas Verona  | Italia | 1966 - 1967 |

## Palmarés

### Campeonatos nacionales
| Título      | Club           | País   | Año     |
| ----------- | -------------- | ------ | ------- |
| Serie A     | Juventus F. C. | Italia | 1957-58 |
| Copa Italia | Juventus F. C. | Italia | 1958-59 |
| Serie A     | Juventus F. C. | Italia | 1959-60 |
| Copa Italia | Juventus F. C. | Italia | 1959-60 |
| Serie A     | Juventus F. C. | Italia | 1960-61 |
| Copa Italia | Atalanta B. C. | Italia | 1962-63 |